# Väddö kyrka
Väddö kyrka är en kyrkobyggnad på Väddö inom Norrtälje kommun som tillhör Väddö församling i Uppsala stift. Det är en av områdets största kyrkor och den är belägen utmed väg 283 mellan Älmsta–Grisslehamn.

## Kyrkobyggnaden
På samma kyrkogård där den nuvarande kyrkan ligger fanns fram till 1840 en medeltida kyrka, troligtvis uppförd under 1300-talet. Under rysshärjningarna år 1719 brändes både klockstapeln och prästgården ner. Den senare återuppbyggdes 1782–1784. Den gamla kyrkan revs 1840–1842 och den nya kom att uppföras något längre österut. Ritningen till den nya kyrkan gjordes av Johan Adolf Hawerman 1839. Kyrkan fick en nord-sydlig orientering med koret i söder. Efter ett åsknedslag 1872 förstördes kyrkan så att bara murarna återstod. Kyrkan återuppbyggdes efter ritningar av arkitekten Frans Lindskog. 

## Inventarier
- Dopfuntens fot i gotländsk kalksten är från omkring 1300. 1949 försågs funten med ny cuppa och ställdes upp i koret.
- Altarkrucifixet är från 1300-talets början.
- Triumfkrucifixet är från 1400-talet och hänger över ingången till sakristian.
- I kyrkan finns fyra medeltida träskulpturer.
- Ett antal ljuskronor i malm är från 1600-talet och 1700-talet.
- I kyrkans torn hänger två kyrkklockor med slagtonerna (från stora till lilla) fiss1 och b1. Båda är ursprungligen från 1660-talet men behövde gjutas om efter branden år 1872, ett arbete som utfördes av Johan A. Beckman & Co.

### Orgel
- 1860 byggde Frans Andersson, Stockholm en orgel med 12 stämmor. Efter kyrkans brand såldes orgeln 1875 till Fårö kyrka.
- 1874 byggde Åkerman & Lund, Stockholm en orgel med 10 stämmor.
- Den nuvarande orgeln byggdes 1948 av Åkerman & Lunds Nya Orgelfabriks AB, Sundbybergs stad. Orgeln är pneumatisk med rooseveltlådor och har ett tonomfång på 56/30. Den har även två fria kombinationer, tuttikoppel och registersvällare. Fasaden är från 1874 års orgel.[1]

| Huvudverk I      | Svällverk II      | Pedal            | Koppel   |
| Kvintadena 16´   | Salicional 8´     | Principalbas 16´ | I/P      |
| Principal 8´     | Rörflöjt 8'       | Subbas 16'       | II/P     |
| Gedackt 8´       | Principal 4'      | Oktava 8'        | II/I     |
| Oktava 4'        | Ekoflöjt 4'       | Koralbas 4'      | II 16'/I |
| Flöjt 4'         | Nasard 2 2⁄3'     |                  | II 4'/I  |
| Kvinta 2 2⁄3'    | Blockflöjt 2'     |                  | II 4'/P  |
| Oktava 2'        | Ters 1 3⁄5'       |                  |          |
| Mixtur IV 1 1⁄3' | Scharf IV 1'      |                  |          |
| Trumpet 8'       | Krumhorn 8'       |                  |          |
|                  | Tremulant         |                  |          |
|                  | Crescendosvällare |                  |          |

#### Kororgel
Den nuvarande kororgeln byggdes 1969 av Grönlunds Orgelbyggeri AB, Gammelstad. Orgeln är mekanisk med slejflåda och har ett tonomfång på 56/27.
| Manual        | Pedal   |
| Gedackt 8'    | Bihängd |
| Rörflöjt 4'   |         |
| Principal 2'  |         |
| Kvinta 1 1⁄3' |         |

### Webbkällor
- Väddö & Björkö-Arholma församlingar informerar[död länk]
- anläggningspresentation